# Andrzej Głyda
Andrzej Głyda (ur. 12 września 1979 w Poznaniu) – polski strzelec, mistrz świata, dwukrotny olimpijczyk.
Zawodnik Sokoła Piła, a następnie Śląska Wrocław. Jego koronną konkurencją jest skeet, po wielu sukcesach w gronie juniorów, w 2001 został wicemistrzem Europy (Zagrzeb), zaś dwa lata później zdobył tytuł Mistrza Świata podczas zawodów rozegranych w Nikozji. Tak duże sukcesy w seniorskim gronie w tak młodym wieku były dużym wydarzeniem, Głyda zajął 18. miejsce w Plebiscycie Przeglądu Sportowego 2003. Dwukrotnie brał udział w igrzyskach olimpijskich: podczas Igrzysk w Sydney zajął 14. miejsce, zaś 4 lata później był 21. (Ateny 2004).
Jego trenerem był Zdzisław Gryń.